# Kyrktjärnen (Åsele socken, Lappland)
Kyrktjärnen är en sjö i Åsele kommun i Lappland och ingår i Ångermanälvens huvudavrinningsområde. Sjön har en area på 0,084 kvadratkilometer och ligger 313,3 meter över havet. Sjön avvattnas av vattendraget Rocksjöbäcken.

## Delavrinningsområde
Kyrktjärnen ingår i det delavrinningsområde (711009-155856) som SMHI kallar för Mynnar i Sämsjöån. Medelhöjden är 360 meter över havet och ytan är 2,35 kvadratkilometer. Räknas de 7 avrinningsområdena uppströms in blir den ackumulerade arean 36,12 kvadratkilometer. Rocksjöbäcken som avvattnar avrinningsområdet har biflödesordning 3, vilket innebär att vattnet flödar genom totalt 3 vattendrag innan det når havet efter 180 kilometer. Avrinningsområdet består mestadels av skog (68 procent). Avrinningsområdet har 0,08 kvadratkilometer vattenytor vilket ger det en sjöprocent på 3,2 procent.